# Montélier
Montélier település Franciaországban, Drôme megyében. Lakosainak száma 4284 fő (2022. január 1.). Montélier Alixan, Chabeuil, Charpey, Châteaudouble és Valence községekkel határos.

## Népesség
A település népességének változása:
| Lakosok száma | 1058 | 2126 | 2738 | 3268 | 3926 | 4074 | 4140 | 4271 | 4278 | 4284 |
|               | 1968 | 1982 | 1990 | 2006 | 2013 | 2015 | 2017 | 2019 | 2020 | 2022 |